# Buried
Buried (bra: Enterrado Vivo; prt: Enterrado) é um filme espanhol e norte-americano lançado em 2010. Com roteiro de Chris Sparling e direção de Rodrigo Cortés, é estrelado por Ryan Reynolds. Foi primeiramente exibido no Festival Sundance de Cinema, em 23 de janeiro de 2010.
No Brasil, foi lançado nos cinemas pela California Filmes em 10 de dezembro de 2010.

## Sinopse
Paul Conroy é um motorista de caminhão norte-americano que trabalha no Iraque. Um dia, ele acorda enterrado, dentro de um caixão, sem lembrar-se do que aconteceu para que chegasse lá. Ele passa, então, a lutar contra o tempo para tentar sair antes que o oxigênio acabe.

## Elenco
- Ryan Reynolds como Paul Steven Conroy
- Samantha Mathis como Linda Conroy
- Robert Paterson como Dan Brenner
- José Luis García Pérez como Jabir
- Stephen Tobolowsky como Alan Davenport
- Ivana Miño como Pamela Lutti
- Erik Palladino como Agente Harris
- Warner Loughlin como Donna Mitchell / Maryanne Conroy

## Recepção
No agregador de críticas Rotten Tomatoes, que categoriza as opiniões apenas como positivas ou negativas, o filme tem um índice de aprovação de 87% calculado com base em 157 comentários dos críticos que é seguido do consenso: "Tirando uma quantidade aparentemente impossível de drama envolvente de sua premissa claustrofóbica, Buried é uma vitrine de desespero para o talento de Ryan Reynolds." Já no agregador Metacritic, com base em 29 opiniões de críticos que escrevem em maioria para a imprensa tradicional, o filme tem uma média aritmética ponderada de 65 entre 100, com a indicação de "revisões geralmente favoráveis".